# Hill City (Minnesota)
Hill City è un comune degli Stati Uniti d'America, situato nello Stato del Minnesota, nella Contea di Aitkin.